# Variku
Koordinaten: 59° 8′ N, 23° 48′ O
Variku ist ein Dorf (estnisch küla) in der Landgemeinde Lääne-Nigula (bis 2017: Landgemeinde Nõva) im Kreis Lääne, in Estland.

## Einwohnerschaft und Lage
Der Ort hat 52 Einwohner (Stand 31. Dezember 2011).
Am östlichen Rand des nahegelegenen Moors Leidissoo entspringt der Fluss Nõva (Nõva jõgi). Durch Variku fließt der kleine Fluss Vihterpalu (Vihterpalu jõgi).

## Findlinge

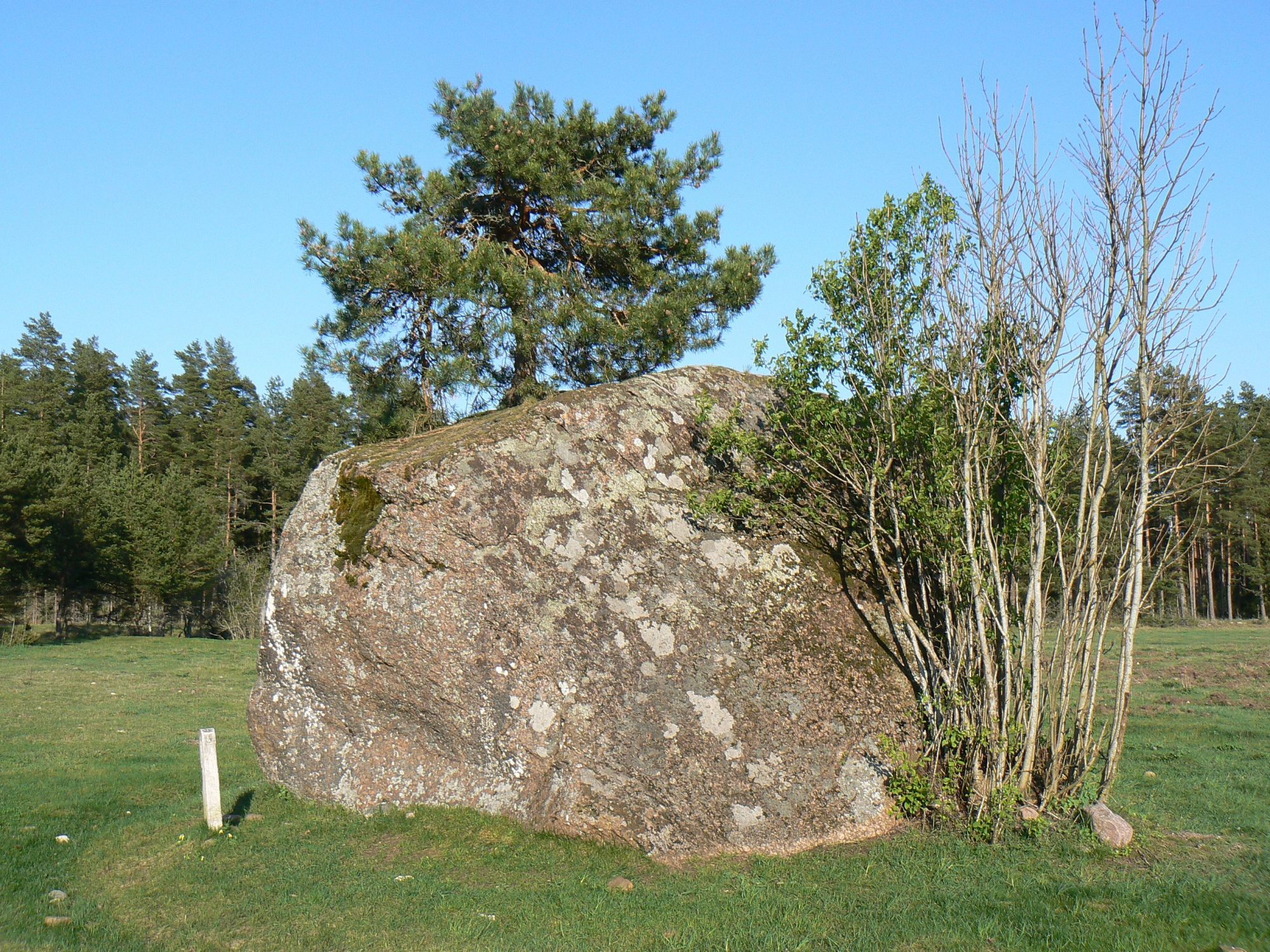
Der Findling Kiirema männikivi

Auf dem Gebiet des Dorfes finden sich zahlreiche Findlinge. Der größte unter ihnen ist mit einem Durchmesser von 19,5 m der Kiirema männikivi. Er besteht aus dem Granit Rapakiwi.
Seit 1939 stehen unter staatlichem Schutz auch drei Findlinge, die als Männiku talu rändrahnud bekannt sind. Ihr Umfang beträgt 19,4 Meter, 15 Meter bzw. 14,9 Meter.